# Corien Wortmann
C.M. (Corien) Wortmann-Kool (Oud-Alblas, 27 juni 1959) is een voormalige Nederlands politica namens het Christen-Democratisch Appèl.

## Biografie
Wortmann studeerde verpleegkunde aan de Hogeschool van Utrecht in Leusden en later politicologie aan de Vrije Universiteit Amsterdam. Ze was aanvankelijk directielid van een detailhandelsbedrijf. Vanaf 1996 was zij werkzaam op het ministerie van Verkeer en Waterstaat, eerst als projectleider en later als plaatsvervangend directeur Transport en Infrastructuur.

### Politieke carrière
Wortmann was politiek actief als bestuurslid van achtereenvolgens de jongerenorganisaties van de CHU en het CDA. Van 1987 tot 1994 was ze lid van het dagelijks bestuur van het CDA. Bij de gemeenteraadsverkiezingen van 1994 werd ze gekozen in de gemeenteraad van Zeist. In 1995 werd ze fractievoorzitter, in 1999 nam ze afscheid van de raad.
Wortmann was van 2004 tot 2014 lid van het Europees Parlement voor het CDA/EVP. Zij was verantwoordelijk voor de coördinatie van fractiestandpunten op financieel-economisch en milieubeleid, en voorzitter van de EVP-fractiecommissie op dit terrein. Wortmann speelde een hoofdrol in de totstandkoming van de wetgeving voor versterking van het Stabiliteits- en Groeipact, het ‘6pack’ voor het economisch bestuur van Europa. Namens het Europees Parlement onderhandelde ze met succes met de ministers van financiën en regeringsleiders over deze wetgeving die eind 2011 is ingevoerd.
Een belangrijk werkveld van Wortmann was tevens de versterking van de stabiliteit van de financiële sector. Ze was nauw betrokken bij de totstandkoming van wetgeving voor banken, verzekeraars, pensioenfondsen, hedgefondsen en de Europese toezichthouders en vertegenwoordigt de EVP-fractie in het maandelijks overleg van EVP-ministers van Financiën, voorafgaand aan de Raad Economische en Financiële Zaken (Ecofin).
In het Europees Parlement was Wortmann sinds 2004 lid van de Commissie Economische en Monetaire zaken, de Commissie Transport en Toerisme en de Commissie Rechten van de Vrouw en gelijke behandeling. Tevens was zij lid van de parlementaire delegatie naar de Verenigde Staten en de Kaukasus. Tot juni 2009 was zij vicevoorzitter van de Internationale Handelscommissie en onder meer rapporteur voor de handelsrelaties EU-China.
Wortmann was van 2007 tot 2014 vicevoorzitter van de Europese Volkspartij (EVP) en participeerde in het maandelijks topoverleg van EVP-regeringsleiders. Ook was zij binnen de EVP voorzitter van het MKB-vrouwennetwerk. Ze opende een meldpunt waar vrachtwagenchauffeurs diefstal van wagens en de lading kunnen melden en kreeg in september 2005 een meerderheid in het Europees Parlement voor haar voorstel om in alle EU-landen dezelfde verkeersborden in te voeren. Ook maakte ze zich sterk voor bewaakte parkeerplaatsen langs snelwegen en diende ze een rapport in over tol- en gebruikersheffingen voor zware vrachtvoertuigen, waarin ze onder meer opname van een differentiatie in toltarieven afhankelijk van de uitstoot van verzurende stoffen bepleitte.
Op 22 mei 2013 maakte Wortmann bekend niet meer terug te keren in het Europees Parlement na de verkiezingen in 2014.
Wortmann onderhandelde namens de EVP over de Europese regels om probleembanken aan te pakken. Na een marathonzitting van 16 uur op 20 maart 2014 bereikte ze een akkoord met voorzitter van de Eurogroep Jeroen Dijsselbloem. Dit akkoord is een belangrijk onderdeel van de zogeheten Bankenunie.

### Voorzitter ABP
Per 1 januari 2015 is zij benoemd tot bestuursvoorzitter van het ABP. Het bestuur van ABP heeft dertien leden die werknemers, werkgevers en gepensioneerden vertegenwoordigen onder leiding van één onafhankelijke voorzitter. Wortmann werd in november 2017 geconfronteerd met de afschaffing van de Anw-compensatie per 1 februari 2018.
Wortmann is vicevoorzitter van het Wetenschappelijk Instituut voor het CDA.

## Persoonlijk
Wortmann was getrouwd en heeft een zoon en een dochter. Haar echtgenoot overleed in 2022.
- Parlement.com: vgoj2su8g8fn